# Dotalabrus
Dotalabrus là một chi cá biển thuộc họ Cá bàng chài. Các loài trong chi này đều được tìm thấy ở vùng biển phía nam nước Úc.

## Các loài
Hiện có 2 loài được ghi nhận trong chi này là:
- Dotalabrus alleni (Russell, 1988)
- Dotalabrus aurantiacus (Castelnau, 1872)